# معبد الدراز
معبد الدراز يقع على جانب شارع البديع في قرية الدراز شمال غرب البحرين. لم يتم العثور على دليل ملموس لتحديد أي إله أو آله مخصص لهذا المعبد.
الخصائص المعمارية هي فريدة من نوعها ليس فقط في جزيرة البحرين (يرجى الاطلاع على معبد باربار للمقارنة) ولكن أيضا بالمقارنة مع مواقع معبد بلاد ما بين النهرين أو وادي السند في حقبة مماثلة.

## التاريخ
يعود تاريخ إنشاء معبد الدراز إلى حوالي الألفية الثالثة قبل الميلاد على أساس القطع الأثرية المستخرجة من الموقع ومنها سفينة ثعبان والفخاريات البربرية وختمان دلمونيان منقوش عليهما شخصيات حيوانية.
تم حفر الموقع من قبل البعثة الأثرية البريطانية بالتعاون مع مديرية الآثار في عام 1970.

## البقايا الأثرية
بني المعبد بأعمدة أسطوانية قطرها 120 سم وارتفاعها 60 سم وتبتعد عن بعضها البعض بفارق ما بين مترين إلى ثلاثة أمتار. بينهما يقف على قاعدة مربعة مذبح أو قاعدة تمثال. في منتصف السقف يمكن للمرء أن يرى بقايا مذبح قرباني وبقايا غرفتين أخريين مع وظائف غير مؤكدة. إلى الغرب تم العثور على بقايا جسم إنسان مقبرة يرجع تاريخها إلى الألف الثانية قبل الميلاد.